# Juan Viacava
Juan Viacava, vollständiger Name Juan Bautista Viacava Caviglia, (* 20. Februar 1999 in Montevideo) ist ein uruguayischer Fußballspieler.

## Karriere
Der 1,83 Meter große Mittelfeld- bzw. Offensivakteur Viacava spielte von 2012 bis 2013 für die Jugendmannschaft von Defensor Sporting. In jenem Jahr wechselte er zum Nachwuchsteam von Centro Atlético Fénix. Am 27. Februar 2016 debütierte er dort für die Profimannschaft in der Primera División, als er von Trainer Rosario Martínez am 4. Spieltag der Clausura beim 2:0-Heimsieg gegen den Club Atlético Peñarol in der 4. Minute der Nachspielzeit und somit in der 94. Spielminute für Raúl Ferro eingewechselt wurde. Insgesamt absolvierte er in der Spielzeit 2015/16 drei Erstligapartien (kein Tor). Während der Saison 2016 kam er einmal (kein Tor) in der Liga zum Einsatz.